# Jaume Nolla i Durán
Jaume Nolla i Durán (Barcelona, 3 de setembre de 1929 - Barcelona, 19 de maig de 1997) fou un futbolista i periodista esportiu català. Pare de Santi Nolla i pare polític de Xavier Díez Serrat, l'any 1997 fou guardonat a títol pòstum per la Federació Catalana de Futbol, en reconeixement de la seva gran tasca en el futbol català des de diferents vessants professionals com a periodista, delegat federatiu i historiador.
Nasqué en el barri del Poble Sec, amb el qual sempre es mantingué unit. De jove, jugà al Poble Sec i el Sabadell, entre altres equips, i posteriorment s'inclinà pel futbol formatiu, al que dedicà la resta de la seva vida.
Inicià els seus primers passos periodístics l'any 1964 a Tele/eXpres, de la mà de Juan José Castillo. L'any 1966 entrà, juntament amb Castillo, a formar part de la redacció de El Mundo Deportivo, on hi col·laborà durant 31 anys.
Els seus companys recorden una anècdota que va poder canviar la història del FC Barcelona. Sota el mandat d'Agustí Montal, el Barça es plantejà la possibilitat de fitxar el golejador alemany Gerd "Torpede" Müller. Nolla Durán publicà l'interès del club blaugrana, però la federació alemanya de futbol declarà intransferible al jugador perquè continués jugant a Alemanya fins a la celebració del Mundial'74. Davant la negativa, els dirigents del Barça optaren per fitxar Johan Cruyff.
Publicà El ayer y hoy del fútbol catalán, llibre que recull la història dels primers 75 anys de la Federació Catalana de Futbol, així com Día a día, una exhaustiva recopilació dels partits disputats pel FC Barcelona des de la seva fundació. L'any 1995 fou coautor, juntament amb Tomás Guasch, de Futbolmanía, un compendi de divertides anècdotes del futbol.
L'any 1995 rebé la distinció de Forjador de la Història Esportiva de Catalunya, el premi Husa a la millor divulgació periodística i la medalla d'or i brillants del FC Barcelona per la seva trajectòria.
Un cop jubilat continuà publicant una col·laboració al suplement “Catalunya Esportiva”, de “El Mundo Deportivo”, sota l'epígraf “Recull”, on hi relatà passatges històrics dels clubs i personatges del futbol català.